# Litteraturåret 1975

## Händelser

### Okänt datum
- Cambridge Poetry Festival genomförs för första gången.
- Den tyske konsthistorikern och förläggaren Hubert Burda instiftar det europeiska litteraturpriset Petrarca-Preis med bland andra Peter Handke i juryn.
- Östen Sjöstrand och Per Olof Sundman blir invalda i Svenska Akademien.

## Priser och utmärkelser
- Nobelpriset – Eugenio Montale, Italien[1]
- ABF:s litteratur- & konststipendium – Bernt Jönsson
- Aftonbladets litteraturpris – Göran Tunström
- Aniarapriset – Göran Sonnevi
- Astrid Lindgren-priset – Hans-Eric Hellberg
- Bellmanpriset – Petter Bergman
- BMF-plaketten – Stig Claesson för På palmblad och rosor
- Carl Emil Englund-priset – Lars Lundkvist för Förvåna mig
- Carnegiemedaljen – Robert Westall
- De Nios Stora Pris – Barbro Alving och Eva Moberg
- Doblougska priset – Tora Dahl, Sverige och Ragnhild Magerøy, Norge
- Eckersteinska litteraturpriset – Claes Hylinger
- Elsa Thulins översättarpris – Mårten och Birgit Edlund
- Gustaf Frödings stipendium – Göran Sonnevi
- Landsbygdens författarstipendium – Björn Berglund och Agneta Lundin
- Letterstedtska priset för översättningar – C.G. Bjurström för sina under 1974 utkomna översättningar av Balzac
- Litteraturfrämjandets stora pris – Sven Fagerberg
- Litteraturfrämjandets stora romanpris – Per Gunnar Evander
- Litteraturfrämjandets hederspris Guldskeppet – Stellan Arvidson
- Litteraturfrämjandets stora romanpris – Per Gunnar Evander
- Nils Holgersson-plaketten – Gunnel Linde
- Nordiska rådets litteraturpris – Hannu Salama, Finland för romanen Siinä näkijä missä tekijä (Kommer upp i tö)
- Petrarca-Preis – Rolf Dieter Brinkmann
- Rabén & Sjögrens översättarpris – Jens Hildén
- Schückska priset – Bernt Olsson
- Signe Ekblad-Eldhs pris – P.O. Enquist
- Stig Carlson-priset – Willy Granqvist
- Svenska Akademiens tolkningspris – Francisco J. Uriz
- Svenska Akademiens översättarpris – Hans Björkegren
- Svenska Dagbladets litteraturpris – Kjell Espmark för Det obevekliga paradiset 1–25
- Sveriges Radios Lyrikpris – Ingemar Leckius
- Tidningen Vi:s litteraturpris – Gunnar Harding
- Tollanderska priset – Oscar Nikula
- Östersunds-Postens litteraturpris – Kerstin Ekman
- Övralidspriset – Tomas Tranströmer

## Nya böcker

### A – G
- Attila av Klas Östergren (debut)[2].
- Balans av P.C. Jersild
- Ballader av Gunnar Harding
- Blåvalen av Werner Aspenström
- Dalen av Stig Strömholm
- Demonerna av Jan Mårtenson
- Det möjliga av Lars Forssell[3]
- Det omöjliga, diktsamling av Göran Sonnevi[3]
- Dockan som inte kunde sova av Rolf Gohs[3]
- Erövrarna av Per Anders Fogelström
- Faktotum av Charles Bukowski
- Familjefesten av Lars Gustafsson
- Färder i andra riken av J.M.G. Le Clézio
- Guddöttrarna av Göran Tunström
- Guds oas av Jan Arvid Hellström

### H – N
- Hallen av Torgny Lindgren
- Heja röda vita laget av Erik Bengtson[3]
- Härlig är jorden av Per Gunnar Evander
- I kejsarens tid av Birgitta Trotzig
- I skuggan av Don Juan av Lars Gyllensten
- Karriär av Jan Myrdal
- Kastrater av Sven Delblanc
- Konsuln gör helt om av Gösta Gustaf-Janson
- Lag utan ordning av Jan Myrdal
- Mot förtryckarnas våld av Martin Perne
- Nedräkning av Bosse Gustafson

### O – U
- Patriarkens höst av Gabriel García Márquez
- På palmblad och rosor av Stig Claesson[3]
- Raska på, Alfons Åberg av Gunilla Bergström[4]
- Ridå - Hercule Poirots sista fall av Agatha Christie
- Samuel August från Svedestorp och Hanna i Hult av Astrid Lindgren[5]
- Sparvöga av Ann-Charlotte Alvenfors (debut) [3]
- Skriftställning 5 av Jan Myrdal
- Svartsjukans sånger av Göran Tunström
- Talejten väntar i väst av Olle Mattson
- Terra Nostra av Carlos Fuentes

### V – Ö
- Vad valven i Söderala kyrka berättar, del I och II, av Pelle Hedlund
- Westwärts 1 & 2 av Rolf Dieter Brinkmann.

## Födda
- 23 mars – Ida Börjel, svensk författare.
- 19 juli – Martina Montelius, svensk författare och regissör.
- 24 september – David Vikgren, svensk författare.
- 16 december – Kjersti Anfinnsen, norsk författare.

## Avlidna
- 3 januari – Arvid Brenner, 67, svensk författare och översättare.
- 14 februari – P.G. Wodehouse, 93, brittisk humoristisk författare.
- 13 mars – Ivo Andrić, 82, jugoslavisk författare, nobelpristagare 1961.
- 23 april – Rolf Dieter Brinkmann, 35, västtysk författare.
- 27 oktober – Rex Stout, 88, amerikansk deckarförfattare.
- 22 juni – Per Wahlöö, 48, svensk deckarförfattare och journalist.
- 29 juli – James Blish, 54, amerikansk fantasy- och science fiction-författare.
- 24 augusti – Francis Clifford, 57, brittisk kriminalförfattare.
- 5 september – Vic Suneson, 63, svensk kriminalförfattare.
- 20 september – Saint-John Perse, 88, fransk författare, nobelpristagare 1960.
- 7 december – Thornton Wilder, 78, amerikansk författare och manusförfattare.

### Fotnoter
1. ↑  ”Nobelpriset i litteratur”. https://www.nobelprize.org/prizes/lists/all-nobel-prizes-in-literature/. Läst 20 mars 2011.
2. ↑  Hundra år i Sverige - 1975, Hans Dahlberg, Albert Bonniers, 1999
3. 1 2 3 4 5 6  Gradvall, Nordström, Nordström, Rabe, Jan, Björn, Ulf, Anina. Tusen svenska klassiker. Norstedts Förlagsgrup. Läst 12
4. ↑  ”Alfons Åberg”. Arkiverad från originalet den 8 december 2012. https://web.archive.org/web/20121208044934/http://www.alfons.se/fakta_bok_alfons.asp. Läst 21 mars 2011.
5. ↑  ”Astrid Lindgren”. http://www.astridlindgren.se/verken/bocker/textbocker?page=1. Läst 21 mars 2011.